# Azucena Arbeleche
Azucena Arbeleche   (Uruguai, 29 de setembre de 1970) és una economista, funcionària, política i professora uruguaiana. Actual ministra d'Economia i Finances de l'Uruguai en el govern de coalició encapçalat per Luis Lacalle Pou i Beatriz Argimón, està acompanyada per Alejandro Irastorza a la Sotssecretaria.

## Biografia
Va estudiar en el col·legi The British Schools de Montevideo i economia a la Facultat de Ciències Econòmiques i d'Administració de la Universitat de la República, on es va graduar el 1990. Té un màster en macroeconomia aplicada per la Universitat Catòlica de Xile. Va ser catequista.
Va ser directora de la Unitat de Gestió de Deute del Ministeri d'Economia i Finances de l'Uruguai.
És integrant del Partit Nacional.
Va ser professora de la Universitat de la República (UdelaR), la UCUDAL i la Universitat de Montevideo.

## Vida privada
Està casada amb Juan (enginyer químic) i és mare de tres fills, dos nens nascuts a Xile i una nena a Boston (Estats Units d'Amèrica).